# Бандикут пустельний
Бандикут пустельний (Perameles eremiana) — вид сумчастих із родини бандикутових (Peramelidae).

## Таксономічні примітки
P. eremiana був тісно споріднений з P. bougainville, і припущено, що вони є клінальними формами одного виду. Однак на основі філогенетичного аналізу рекомендовано розглядати їх як окремі види.

## Морфологічна характеристика
Тіло невелике. Голова видовжена вузька й загострена. Волосяний покрив грубий і жорсткий, забарвлення зверху темно-оранжеве з більш темними смугами над крупом; нижня частина тіла була білою. Хвіст був темнішим у верхній частині, відносно довшим і звуженим до кінця. Довжина тіла від носа до хвоста 180—285 мм, довжина хвоста 77–35 мм, вага приблизно 250 грамів. 

## Ареал
Був поширений у пустелях Великій піщаній, Гібсона й Танамі, а також у районі центральних хребтів.
Населяв піщані й кам'янисті пустелі з піщаними рівнинами та дюнами, зарослими видами Triodia й купинними травами. Траплявся в тому ж середовищі, що й Isoodon auratus.

## Спосіб життя
P. eremiana вів нічний спосіб життя і вдень спочивав у застеленому травою гнізді в неглибокій западині в кущах або мілкій норі під підстилкою, купиною чи чагарником. Дієта включала термітів і мурах, особливо медоносних, і личинок жуків, але, як і інші бандикути, P. eremiana, ймовірно, був усеїдним.

## Загрози
Зменшення популяції, ймовірно, пов'язано з завезеними хижаками: котами й лисицями. Зміни пожежного режиму також були звинувачені у втраті видів у внутрішніх посушливих районах Австралії. Кролі також, ймовірно, мали великий вплив на його середовище проживання.